# 강좌칠현
강좌칠현(江左七賢) 또는 해좌칠현(海左七賢)은 고려 후기에 현실 정치를 떠나 함께 사귀던 일곱 선비, 즉 이인로, 오세재, 임춘, 조통, 황보항, 함순, 이담지를 가리킨다.
1170년 정중부가 일으킨 무신정변을 피한 문인들은 자연 속에 깊이 파묻히면서 중국 진(晉)나라의 청담파(淸談派)인 죽림칠현과 같은 죽림고회(竹林高會)를 조직하고 시작(詩作)과 술로 생활했다. 그들은 중국의 문풍(文風)인 사부(辭賦)를 즐겨 창작했으며 중국 진나라의 시인 도연명의 《귀거래사》, 송나라의 시인 소식, 두보 등의 시를 즐겨 추앙했다. 한편 죽림칠현계의 시인들과 함께 이규보 등과 같은 문인들이 속속 배출되었다.